# Hășdate (gmina Săvădisla)
Hășdate – wieś w Rumunii, w okręgu Kluż, w gminie Săvădisla. W 2011 roku liczyła 479 mieszkańców.